# Калатозишвили, Георгий Михайлович
Георгий Михайлович Калатозишвили (26 сентября 1929 — 22 июля 1984) — советский кинооператор, кинорежиссёр и сценарист. Народный артист Грузинской ССР (1980).

## Биография
Окончил операторский факультет ВГИКа (1954, мастерская Бориса Волчека. В 1957 г. был оператором фильма «Невеста» («Ленфильм», совместно с В. Коротковым).
С 1958 года работал на киностудии «Грузия фильм» — оператором (с 1959 года или ранее) и режиссёром (с 1968 года).
Народный артист Грузинской ССР (1980).
Ушёл из жизни 22 июля 1984 года.

## Семья
- Отец — Михаи́л Константи́нович Калатозов (Калатозишвили), советский кинорежиссёр, сценарист, народный артист СССР.
- Сын — Михаил Георгиевич Калатозишвили.

## Фильмография

### Операторские работы
- 1956 — «Невеста»  (с В. Коротковым)[1]
- 1959 — «Прошедшее лето»
- 1960 — «Повесть об одной девушке»
- 1961 — «Костры горят»
- 1963 — «Я, бабушка, Илико и Илларион»
- 1964 — «Белый караван» (с Л. И. Калашниковым)[1]
- 1965 — «Я вижу солнце»
- 1966 — «Он убивать не хотел» (с И. Амасийским)[1]

### Режиссёрские работы
- 1967 — «Шарманка»
- 1969 — «Смерть филателиста»
- 1971 — «Я, следователь...»
- 1974 — «Сибирский дед»
- 1976[1] — «Кавказский пленник»
- 1977 — «Кафе «Изотоп»»
- 1978 — «Кавказская повесть»
- 1980 — «Шальная пуля»
- 1983 — «Ратили» (СССР, ЧССР)[1]
- 1985 — «Проделки Скапена»

### Сценарные работы
- 1969 — «Смерть филателиста»
- 1976 — «Кавказский пленник»
- 1978 — «Кавказская повесть»
- 1980 — «Шальная пуля»

### Актёрские работы
- 1982 — Голос — Александр Ильич, сценарист

## Награды
- Народный артист Грузинской ССР (1980)